# Ахладия (дем Горуша)
Ахладия, още Масган или Мазган (на гръцки: Αχλαδιά, Ахладия; до 1927 година: Μασγκάν, Масган), е село в Егейска Македония, Гърция, дем Горуша (Войо), област Западна Македония.

## География
Селото е разположено на 800 m надморска височина, в областта Населица на около 20 km западно от град Неаполи (Ляпчища) и около 15 km западно от Цотили. На север граничи със село Левки (Сирочани), на запад – с Агии Анаргири (Врощани), на изток – с Агиос Теодорос (Царища).

## История

### В Османската империя
В края на XIX век Масган е предимно мюсюлманско гръкоезично село в Населишка каза на Османската империя.
Според Васил Кънчов в 1900 в Масганъ живеят 40 гърци християни и 125 валахади (гръкоезични мюсюлмани). В специална бележка Кънчов отбелязва, че между мюсюлманите в селото имало и албанци, а между християните – 2 – 3 български къщи, но говоримият език на всички бил гръцкият.
На Етнографската карта на Битолския вилает на Картографския институт в София от 1901 година Мазган е чисто турско село в казата Населица на Серфидженския санджак с 25 къщи.
Според статистика на Серфидженския санджак на гръцкото консулство в Еласона от 1904 година в Мазган (Μαζγκάν), Населишка каза, живеят 130 валахади.

### В Гърция
След Балканските войни от 1912 – 1913 година Масган влиза в състава на Кралство Гърция. През 1913 година при първото преброяване от новата власт в него са регистрирани 143 жители.
В средата на 20-те години мюсюлманското население на селото е изселено в Турция по силата на Лозанския договор и на негово място са заселени понтийски гърци бежанци от Турция. В 1928 година то е представено като село с 18 семейства или 65 души новодошли бежанци.
В 1927 година името на селото е сменено на Ахладия.
Населението традиционно произвежда жито, картофи, тютюн и други земеделски продукти, като се занимава и със скотовъдство.
| Година    | 1913 | 1920 | 1928 | 1940 | 1951 | 1961 | 1971 | 1981 | 1991 | 2001 | 2011 | 2021 |
| --------- | ---- | ---- | ---- | ---- | ---- | ---- | ---- | ---- | ---- | ---- | ---- | ---- |
| Население | 143  | 140  | 72   | 108  | 83   | 98   | 60   | 54   | 19   | 57   | 12   | 13   |